# Kamienica Lejba Osnosa w Warszawie
Kamienica Lejba Osnosa – kamienica znajdująca się przy ul. Twardej 28 przy rondzie ONZ w dzielnicy Wola w Warszawie.

## Historia
Kamienica powstała w 1911. Wraz z sąsiednią kamienicą przy ul. Ciepłej 3 w czasie II wojny światowej w latach 1940–1942 znajdowała się w getcie warszawskim.
Jest reliktem dawnego przebiegu ul. Twardej, podzielonej po wojnie przez ul. Juliana Marchlewskiego (obecnie al. Jana Pawła II) i rondo ONZ na dwa odcinki. W 2009 mieszkańcy budynku zostali wykwaterowani, a sklepy znajdujące się na parterze zakończyły działalność.
Wewnątrz kamienicy zachowały się pozostałości bogatego wystroju architektonicznego. W 2019 budynek został wpisany do rejestru zabytków.